# Euselasia mammeae
Euselasia mammeae är en fjärilsart som beskrevs av Jan Sepp 1855. Euselasia mammeae ingår i släktet Euselasia och familjen Riodinidae. Inga underarter finns listade i Catalogue of Life.